# Gert-Jan Liefers

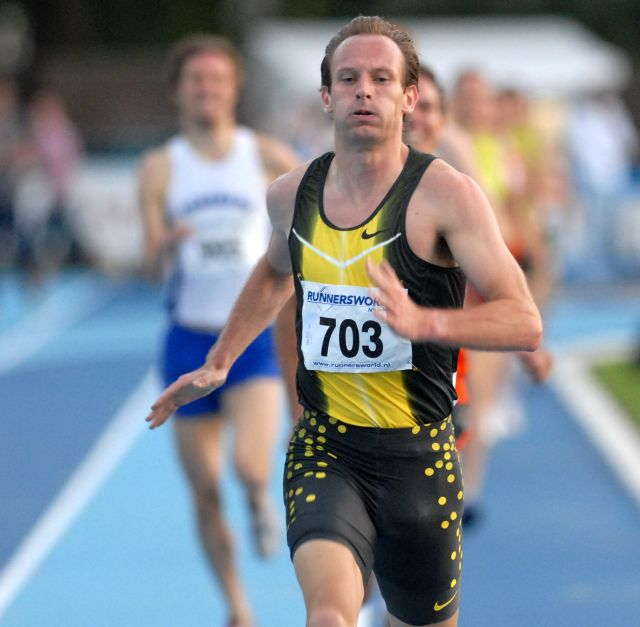
Gert-Jan Liefers beim Keien Meeting (2007)

Gert-Jan Liefers (eigentlich: Gerrit-Jan Liefers; * 26. September 1978 in Apeldoorn) ist ein niederländischer Mittel- und Langstreckenläufer.
Bei den Leichtathletik-Weltmeisterschaften 1999 in Sevilla schied er über 1500 m im Vorlauf aus, und bei den Crosslauf-Weltmeisterschaften 2000 kam er auf der Kurzstrecke auf den 41. Platz.
Im Jahr darauf wurde er bei den Weltmeisterschaften in Edmonton Neunter über 1500 m, und 2003 wurde er bei den Hallenweltmeisterschaften in Birmingham Sechster über 3000 m und bei den Weltmeisterschaften in Paris/Saint-Denis Siebter über 1500 m.
2004 wurde er erneut Sechster über 3000 m bei den Hallenweltmeisterschaften in Budapest und Achter über 1500 m bei den Olympischen Spielen in Athen. Bei den Europameisterschaften 2006 in Göteborg wurde er Achter über 5000 m.
Bislang wurde er fünfmal Niederländischer Meister über 1500 m (1996–1999, 2004), einmal über 5000 m (2006) und viermal im Crosslauf auf der Kurzstrecke (2001, 2003, 2004, 2008). In der Halle errang er einmal über 1500 m (1998) und zweimal über 3000 m (1996, 2004) den nationalen Titel.
Gert-Jan Liefers ist 1,87 m groß und wiegt 74 kg. Er startet für die AV 34 Apeldoorn.

## Persönliche Bestzeiten
- 800 m: 1:45,47 min, 14. Juni 1998, Leiden
  - Halle: 1:48,01 min, 1. Februar 1998, Stuttgart
- 1500 m: 3:32,89 min, 24. August 2001, Brüssel (niederländischer Rekord)
  - Halle: 3:37,49 min, 22. Februar 2004, Birmingham (niederländischer Rekord)
- 1 Meile: 3:51,39 min, 1. Juni 2003, Hengelo (niederländischer Rekord)
- 2000 m: 4:56,56 min, 31. August 2001, Berlin (niederländischer Rekord)
  - Halle: 5:01,37 min, 21. Februar 2003, Birmingham (niederländischer Rekord)
- 3000 m: 7:37,48 min, 29. Mai 2005, Hengelo (niederländischer Rekord)
  - Halle: 7:44,34 min, 16. März 2003, Birmingham (niederländischer Rekord)
- 5000 m: 13:22,26 min, 14. Juni 2005, Luzern